# Свенониус, Людвиг
Людвиг Оскар Свенониус (швед. Ludvig Oskar Svenonius, 8 мая 1853, Емтланд — 2 февраля 1926, Херьедален) — шведский шахматист и шахматный теоретик.

## Биография
Получил медицинское образование в Уппсальском и Стокгольмском университетах. В это время он много выступал в клубных соревнованиях и приобрел репутацию одного из сильнейших шахматистов Швеции. Есть сведения, что его даже приглашали к участию в парижском турнире 1878 г., но он был вынужден отказаться ввиду материальных затруднений.
Жил и работал в провинции Херьедален. Вследствие занятости на работе и удаленности места жительства от шахматных центров почти не играл с сильными противниками. Ближайший соперник относительно высокого класса жил в 50 километрах от него. Также по причине занятости Свенониус никогда не участвовал в международных турнирах.
С мировыми звездами Свенониус не сыграл ни одной серьезной партии. Его пригласили в Стокгольм во время гастролей Ж. Мизеса в 1902 г., но он смог добраться до столицы только после отъезда немецкого гроссмейстера. Только в 1913 г. ему удалось встретиться с З. Таррашем. Свенониуса допустили к участию в сеансе одновременной игры на 33 досках. Он был одним из двух шахматистов, которым удалось выиграть в том сеансе.
Из партий Свенониуса с сильнейшими шведскими шахматистами наиболее известен разгром, который он учинил будущему чемпиону страны Ф. Энглунду в 1902 г.
По мнению гроссмейстера Г. Штальберга, Свенониус имел глубокое и оригинальное понимание шахматной игры, он мог стать первым шведским гроссмейстером, но этому помешали его профессия и отсутствие амбиций.

## Вклад в теорию дебютов
Не имея возможности участвовать в соревнованиях высокого уровня, Свенониус на протяжении всей жизни занимался аналитической работой. Особенно плодотворными были его исследования в области теории дебютов. Некоторые варианты, предложенные Свенониусом, применялись на практике и попали на страницы дебютных руководств.

### Дебют четырех коней
|   | a | b | c | d | e | f | g | h |   |
| - | --- | --- | --- | --- | --- | --- | --- | --- | - |
| 8 | a8 чёрная ладья · c8 чёрный слон · d8 чёрный ферзь · f8 чёрная ладья · g8 чёрный король · a7 чёрная пешка · b7 чёрная пешка · c7 чёрная пешка · f7 чёрная пешка · g7 чёрная пешка · h7 чёрная пешка · c6 чёрный конь · f6 чёрный конь · b5 белый слон · d5 чёрная пешка · e5 чёрная пешка · e4 белая пешка · c3 белая пешка · d3 белая пешка · f3 белый конь · a2 белая пешка · c2 белая пешка · f2 белая пешка · g2 белая пешка · h2 белая пешка · a1 белая ладья · c1 белый слон · d1 белый ферзь · f1 белая ладья · g1 белый король | a8 чёрная ладья · c8 чёрный слон · d8 чёрный ферзь · f8 чёрная ладья · g8 чёрный король · a7 чёрная пешка · b7 чёрная пешка · c7 чёрная пешка · f7 чёрная пешка · g7 чёрная пешка · h7 чёрная пешка · c6 чёрный конь · f6 чёрный конь · b5 белый слон · d5 чёрная пешка · e5 чёрная пешка · e4 белая пешка · c3 белая пешка · d3 белая пешка · f3 белый конь · a2 белая пешка · c2 белая пешка · f2 белая пешка · g2 белая пешка · h2 белая пешка · a1 белая ладья · c1 белый слон · d1 белый ферзь · f1 белая ладья · g1 белый король | a8 чёрная ладья · c8 чёрный слон · d8 чёрный ферзь · f8 чёрная ладья · g8 чёрный король · a7 чёрная пешка · b7 чёрная пешка · c7 чёрная пешка · f7 чёрная пешка · g7 чёрная пешка · h7 чёрная пешка · c6 чёрный конь · f6 чёрный конь · b5 белый слон · d5 чёрная пешка · e5 чёрная пешка · e4 белая пешка · c3 белая пешка · d3 белая пешка · f3 белый конь · a2 белая пешка · c2 белая пешка · f2 белая пешка · g2 белая пешка · h2 белая пешка · a1 белая ладья · c1 белый слон · d1 белый ферзь · f1 белая ладья · g1 белый король | a8 чёрная ладья · c8 чёрный слон · d8 чёрный ферзь · f8 чёрная ладья · g8 чёрный король · a7 чёрная пешка · b7 чёрная пешка · c7 чёрная пешка · f7 чёрная пешка · g7 чёрная пешка · h7 чёрная пешка · c6 чёрный конь · f6 чёрный конь · b5 белый слон · d5 чёрная пешка · e5 чёрная пешка · e4 белая пешка · c3 белая пешка · d3 белая пешка · f3 белый конь · a2 белая пешка · c2 белая пешка · f2 белая пешка · g2 белая пешка · h2 белая пешка · a1 белая ладья · c1 белый слон · d1 белый ферзь · f1 белая ладья · g1 белый король | a8 чёрная ладья · c8 чёрный слон · d8 чёрный ферзь · f8 чёрная ладья · g8 чёрный король · a7 чёрная пешка · b7 чёрная пешка · c7 чёрная пешка · f7 чёрная пешка · g7 чёрная пешка · h7 чёрная пешка · c6 чёрный конь · f6 чёрный конь · b5 белый слон · d5 чёрная пешка · e5 чёрная пешка · e4 белая пешка · c3 белая пешка · d3 белая пешка · f3 белый конь · a2 белая пешка · c2 белая пешка · f2 белая пешка · g2 белая пешка · h2 белая пешка · a1 белая ладья · c1 белый слон · d1 белый ферзь · f1 белая ладья · g1 белый король | a8 чёрная ладья · c8 чёрный слон · d8 чёрный ферзь · f8 чёрная ладья · g8 чёрный король · a7 чёрная пешка · b7 чёрная пешка · c7 чёрная пешка · f7 чёрная пешка · g7 чёрная пешка · h7 чёрная пешка · c6 чёрный конь · f6 чёрный конь · b5 белый слон · d5 чёрная пешка · e5 чёрная пешка · e4 белая пешка · c3 белая пешка · d3 белая пешка · f3 белый конь · a2 белая пешка · c2 белая пешка · f2 белая пешка · g2 белая пешка · h2 белая пешка · a1 белая ладья · c1 белый слон · d1 белый ферзь · f1 белая ладья · g1 белый король | a8 чёрная ладья · c8 чёрный слон · d8 чёрный ферзь · f8 чёрная ладья · g8 чёрный король · a7 чёрная пешка · b7 чёрная пешка · c7 чёрная пешка · f7 чёрная пешка · g7 чёрная пешка · h7 чёрная пешка · c6 чёрный конь · f6 чёрный конь · b5 белый слон · d5 чёрная пешка · e5 чёрная пешка · e4 белая пешка · c3 белая пешка · d3 белая пешка · f3 белый конь · a2 белая пешка · c2 белая пешка · f2 белая пешка · g2 белая пешка · h2 белая пешка · a1 белая ладья · c1 белый слон · d1 белый ферзь · f1 белая ладья · g1 белый король | a8 чёрная ладья · c8 чёрный слон · d8 чёрный ферзь · f8 чёрная ладья · g8 чёрный король · a7 чёрная пешка · b7 чёрная пешка · c7 чёрная пешка · f7 чёрная пешка · g7 чёрная пешка · h7 чёрная пешка · c6 чёрный конь · f6 чёрный конь · b5 белый слон · d5 чёрная пешка · e5 чёрная пешка · e4 белая пешка · c3 белая пешка · d3 белая пешка · f3 белый конь · a2 белая пешка · c2 белая пешка · f2 белая пешка · g2 белая пешка · h2 белая пешка · a1 белая ладья · c1 белый слон · d1 белый ферзь · f1 белая ладья · g1 белый король | 8 |
| 7 | a8 чёрная ладья · c8 чёрный слон · d8 чёрный ферзь · f8 чёрная ладья · g8 чёрный король · a7 чёрная пешка · b7 чёрная пешка · c7 чёрная пешка · f7 чёрная пешка · g7 чёрная пешка · h7 чёрная пешка · c6 чёрный конь · f6 чёрный конь · b5 белый слон · d5 чёрная пешка · e5 чёрная пешка · e4 белая пешка · c3 белая пешка · d3 белая пешка · f3 белый конь · a2 белая пешка · c2 белая пешка · f2 белая пешка · g2 белая пешка · h2 белая пешка · a1 белая ладья · c1 белый слон · d1 белый ферзь · f1 белая ладья · g1 белый король | a8 чёрная ладья · c8 чёрный слон · d8 чёрный ферзь · f8 чёрная ладья · g8 чёрный король · a7 чёрная пешка · b7 чёрная пешка · c7 чёрная пешка · f7 чёрная пешка · g7 чёрная пешка · h7 чёрная пешка · c6 чёрный конь · f6 чёрный конь · b5 белый слон · d5 чёрная пешка · e5 чёрная пешка · e4 белая пешка · c3 белая пешка · d3 белая пешка · f3 белый конь · a2 белая пешка · c2 белая пешка · f2 белая пешка · g2 белая пешка · h2 белая пешка · a1 белая ладья · c1 белый слон · d1 белый ферзь · f1 белая ладья · g1 белый король | a8 чёрная ладья · c8 чёрный слон · d8 чёрный ферзь · f8 чёрная ладья · g8 чёрный король · a7 чёрная пешка · b7 чёрная пешка · c7 чёрная пешка · f7 чёрная пешка · g7 чёрная пешка · h7 чёрная пешка · c6 чёрный конь · f6 чёрный конь · b5 белый слон · d5 чёрная пешка · e5 чёрная пешка · e4 белая пешка · c3 белая пешка · d3 белая пешка · f3 белый конь · a2 белая пешка · c2 белая пешка · f2 белая пешка · g2 белая пешка · h2 белая пешка · a1 белая ладья · c1 белый слон · d1 белый ферзь · f1 белая ладья · g1 белый король | a8 чёрная ладья · c8 чёрный слон · d8 чёрный ферзь · f8 чёрная ладья · g8 чёрный король · a7 чёрная пешка · b7 чёрная пешка · c7 чёрная пешка · f7 чёрная пешка · g7 чёрная пешка · h7 чёрная пешка · c6 чёрный конь · f6 чёрный конь · b5 белый слон · d5 чёрная пешка · e5 чёрная пешка · e4 белая пешка · c3 белая пешка · d3 белая пешка · f3 белый конь · a2 белая пешка · c2 белая пешка · f2 белая пешка · g2 белая пешка · h2 белая пешка · a1 белая ладья · c1 белый слон · d1 белый ферзь · f1 белая ладья · g1 белый король | a8 чёрная ладья · c8 чёрный слон · d8 чёрный ферзь · f8 чёрная ладья · g8 чёрный король · a7 чёрная пешка · b7 чёрная пешка · c7 чёрная пешка · f7 чёрная пешка · g7 чёрная пешка · h7 чёрная пешка · c6 чёрный конь · f6 чёрный конь · b5 белый слон · d5 чёрная пешка · e5 чёрная пешка · e4 белая пешка · c3 белая пешка · d3 белая пешка · f3 белый конь · a2 белая пешка · c2 белая пешка · f2 белая пешка · g2 белая пешка · h2 белая пешка · a1 белая ладья · c1 белый слон · d1 белый ферзь · f1 белая ладья · g1 белый король | a8 чёрная ладья · c8 чёрный слон · d8 чёрный ферзь · f8 чёрная ладья · g8 чёрный король · a7 чёрная пешка · b7 чёрная пешка · c7 чёрная пешка · f7 чёрная пешка · g7 чёрная пешка · h7 чёрная пешка · c6 чёрный конь · f6 чёрный конь · b5 белый слон · d5 чёрная пешка · e5 чёрная пешка · e4 белая пешка · c3 белая пешка · d3 белая пешка · f3 белый конь · a2 белая пешка · c2 белая пешка · f2 белая пешка · g2 белая пешка · h2 белая пешка · a1 белая ладья · c1 белый слон · d1 белый ферзь · f1 белая ладья · g1 белый король | a8 чёрная ладья · c8 чёрный слон · d8 чёрный ферзь · f8 чёрная ладья · g8 чёрный король · a7 чёрная пешка · b7 чёрная пешка · c7 чёрная пешка · f7 чёрная пешка · g7 чёрная пешка · h7 чёрная пешка · c6 чёрный конь · f6 чёрный конь · b5 белый слон · d5 чёрная пешка · e5 чёрная пешка · e4 белая пешка · c3 белая пешка · d3 белая пешка · f3 белый конь · a2 белая пешка · c2 белая пешка · f2 белая пешка · g2 белая пешка · h2 белая пешка · a1 белая ладья · c1 белый слон · d1 белый ферзь · f1 белая ладья · g1 белый король | a8 чёрная ладья · c8 чёрный слон · d8 чёрный ферзь · f8 чёрная ладья · g8 чёрный король · a7 чёрная пешка · b7 чёрная пешка · c7 чёрная пешка · f7 чёрная пешка · g7 чёрная пешка · h7 чёрная пешка · c6 чёрный конь · f6 чёрный конь · b5 белый слон · d5 чёрная пешка · e5 чёрная пешка · e4 белая пешка · c3 белая пешка · d3 белая пешка · f3 белый конь · a2 белая пешка · c2 белая пешка · f2 белая пешка · g2 белая пешка · h2 белая пешка · a1 белая ладья · c1 белый слон · d1 белый ферзь · f1 белая ладья · g1 белый король | 7 |
| 6 | a8 чёрная ладья · c8 чёрный слон · d8 чёрный ферзь · f8 чёрная ладья · g8 чёрный король · a7 чёрная пешка · b7 чёрная пешка · c7 чёрная пешка · f7 чёрная пешка · g7 чёрная пешка · h7 чёрная пешка · c6 чёрный конь · f6 чёрный конь · b5 белый слон · d5 чёрная пешка · e5 чёрная пешка · e4 белая пешка · c3 белая пешка · d3 белая пешка · f3 белый конь · a2 белая пешка · c2 белая пешка · f2 белая пешка · g2 белая пешка · h2 белая пешка · a1 белая ладья · c1 белый слон · d1 белый ферзь · f1 белая ладья · g1 белый король | a8 чёрная ладья · c8 чёрный слон · d8 чёрный ферзь · f8 чёрная ладья · g8 чёрный король · a7 чёрная пешка · b7 чёрная пешка · c7 чёрная пешка · f7 чёрная пешка · g7 чёрная пешка · h7 чёрная пешка · c6 чёрный конь · f6 чёрный конь · b5 белый слон · d5 чёрная пешка · e5 чёрная пешка · e4 белая пешка · c3 белая пешка · d3 белая пешка · f3 белый конь · a2 белая пешка · c2 белая пешка · f2 белая пешка · g2 белая пешка · h2 белая пешка · a1 белая ладья · c1 белый слон · d1 белый ферзь · f1 белая ладья · g1 белый король | a8 чёрная ладья · c8 чёрный слон · d8 чёрный ферзь · f8 чёрная ладья · g8 чёрный король · a7 чёрная пешка · b7 чёрная пешка · c7 чёрная пешка · f7 чёрная пешка · g7 чёрная пешка · h7 чёрная пешка · c6 чёрный конь · f6 чёрный конь · b5 белый слон · d5 чёрная пешка · e5 чёрная пешка · e4 белая пешка · c3 белая пешка · d3 белая пешка · f3 белый конь · a2 белая пешка · c2 белая пешка · f2 белая пешка · g2 белая пешка · h2 белая пешка · a1 белая ладья · c1 белый слон · d1 белый ферзь · f1 белая ладья · g1 белый король | a8 чёрная ладья · c8 чёрный слон · d8 чёрный ферзь · f8 чёрная ладья · g8 чёрный король · a7 чёрная пешка · b7 чёрная пешка · c7 чёрная пешка · f7 чёрная пешка · g7 чёрная пешка · h7 чёрная пешка · c6 чёрный конь · f6 чёрный конь · b5 белый слон · d5 чёрная пешка · e5 чёрная пешка · e4 белая пешка · c3 белая пешка · d3 белая пешка · f3 белый конь · a2 белая пешка · c2 белая пешка · f2 белая пешка · g2 белая пешка · h2 белая пешка · a1 белая ладья · c1 белый слон · d1 белый ферзь · f1 белая ладья · g1 белый король | a8 чёрная ладья · c8 чёрный слон · d8 чёрный ферзь · f8 чёрная ладья · g8 чёрный король · a7 чёрная пешка · b7 чёрная пешка · c7 чёрная пешка · f7 чёрная пешка · g7 чёрная пешка · h7 чёрная пешка · c6 чёрный конь · f6 чёрный конь · b5 белый слон · d5 чёрная пешка · e5 чёрная пешка · e4 белая пешка · c3 белая пешка · d3 белая пешка · f3 белый конь · a2 белая пешка · c2 белая пешка · f2 белая пешка · g2 белая пешка · h2 белая пешка · a1 белая ладья · c1 белый слон · d1 белый ферзь · f1 белая ладья · g1 белый король | a8 чёрная ладья · c8 чёрный слон · d8 чёрный ферзь · f8 чёрная ладья · g8 чёрный король · a7 чёрная пешка · b7 чёрная пешка · c7 чёрная пешка · f7 чёрная пешка · g7 чёрная пешка · h7 чёрная пешка · c6 чёрный конь · f6 чёрный конь · b5 белый слон · d5 чёрная пешка · e5 чёрная пешка · e4 белая пешка · c3 белая пешка · d3 белая пешка · f3 белый конь · a2 белая пешка · c2 белая пешка · f2 белая пешка · g2 белая пешка · h2 белая пешка · a1 белая ладья · c1 белый слон · d1 белый ферзь · f1 белая ладья · g1 белый король | a8 чёрная ладья · c8 чёрный слон · d8 чёрный ферзь · f8 чёрная ладья · g8 чёрный король · a7 чёрная пешка · b7 чёрная пешка · c7 чёрная пешка · f7 чёрная пешка · g7 чёрная пешка · h7 чёрная пешка · c6 чёрный конь · f6 чёрный конь · b5 белый слон · d5 чёрная пешка · e5 чёрная пешка · e4 белая пешка · c3 белая пешка · d3 белая пешка · f3 белый конь · a2 белая пешка · c2 белая пешка · f2 белая пешка · g2 белая пешка · h2 белая пешка · a1 белая ладья · c1 белый слон · d1 белый ферзь · f1 белая ладья · g1 белый король | a8 чёрная ладья · c8 чёрный слон · d8 чёрный ферзь · f8 чёрная ладья · g8 чёрный король · a7 чёрная пешка · b7 чёрная пешка · c7 чёрная пешка · f7 чёрная пешка · g7 чёрная пешка · h7 чёрная пешка · c6 чёрный конь · f6 чёрный конь · b5 белый слон · d5 чёрная пешка · e5 чёрная пешка · e4 белая пешка · c3 белая пешка · d3 белая пешка · f3 белый конь · a2 белая пешка · c2 белая пешка · f2 белая пешка · g2 белая пешка · h2 белая пешка · a1 белая ладья · c1 белый слон · d1 белый ферзь · f1 белая ладья · g1 белый король | 6 |
| 5 | a8 чёрная ладья · c8 чёрный слон · d8 чёрный ферзь · f8 чёрная ладья · g8 чёрный король · a7 чёрная пешка · b7 чёрная пешка · c7 чёрная пешка · f7 чёрная пешка · g7 чёрная пешка · h7 чёрная пешка · c6 чёрный конь · f6 чёрный конь · b5 белый слон · d5 чёрная пешка · e5 чёрная пешка · e4 белая пешка · c3 белая пешка · d3 белая пешка · f3 белый конь · a2 белая пешка · c2 белая пешка · f2 белая пешка · g2 белая пешка · h2 белая пешка · a1 белая ладья · c1 белый слон · d1 белый ферзь · f1 белая ладья · g1 белый король | a8 чёрная ладья · c8 чёрный слон · d8 чёрный ферзь · f8 чёрная ладья · g8 чёрный король · a7 чёрная пешка · b7 чёрная пешка · c7 чёрная пешка · f7 чёрная пешка · g7 чёрная пешка · h7 чёрная пешка · c6 чёрный конь · f6 чёрный конь · b5 белый слон · d5 чёрная пешка · e5 чёрная пешка · e4 белая пешка · c3 белая пешка · d3 белая пешка · f3 белый конь · a2 белая пешка · c2 белая пешка · f2 белая пешка · g2 белая пешка · h2 белая пешка · a1 белая ладья · c1 белый слон · d1 белый ферзь · f1 белая ладья · g1 белый король | a8 чёрная ладья · c8 чёрный слон · d8 чёрный ферзь · f8 чёрная ладья · g8 чёрный король · a7 чёрная пешка · b7 чёрная пешка · c7 чёрная пешка · f7 чёрная пешка · g7 чёрная пешка · h7 чёрная пешка · c6 чёрный конь · f6 чёрный конь · b5 белый слон · d5 чёрная пешка · e5 чёрная пешка · e4 белая пешка · c3 белая пешка · d3 белая пешка · f3 белый конь · a2 белая пешка · c2 белая пешка · f2 белая пешка · g2 белая пешка · h2 белая пешка · a1 белая ладья · c1 белый слон · d1 белый ферзь · f1 белая ладья · g1 белый король | a8 чёрная ладья · c8 чёрный слон · d8 чёрный ферзь · f8 чёрная ладья · g8 чёрный король · a7 чёрная пешка · b7 чёрная пешка · c7 чёрная пешка · f7 чёрная пешка · g7 чёрная пешка · h7 чёрная пешка · c6 чёрный конь · f6 чёрный конь · b5 белый слон · d5 чёрная пешка · e5 чёрная пешка · e4 белая пешка · c3 белая пешка · d3 белая пешка · f3 белый конь · a2 белая пешка · c2 белая пешка · f2 белая пешка · g2 белая пешка · h2 белая пешка · a1 белая ладья · c1 белый слон · d1 белый ферзь · f1 белая ладья · g1 белый король | a8 чёрная ладья · c8 чёрный слон · d8 чёрный ферзь · f8 чёрная ладья · g8 чёрный король · a7 чёрная пешка · b7 чёрная пешка · c7 чёрная пешка · f7 чёрная пешка · g7 чёрная пешка · h7 чёрная пешка · c6 чёрный конь · f6 чёрный конь · b5 белый слон · d5 чёрная пешка · e5 чёрная пешка · e4 белая пешка · c3 белая пешка · d3 белая пешка · f3 белый конь · a2 белая пешка · c2 белая пешка · f2 белая пешка · g2 белая пешка · h2 белая пешка · a1 белая ладья · c1 белый слон · d1 белый ферзь · f1 белая ладья · g1 белый король | a8 чёрная ладья · c8 чёрный слон · d8 чёрный ферзь · f8 чёрная ладья · g8 чёрный король · a7 чёрная пешка · b7 чёрная пешка · c7 чёрная пешка · f7 чёрная пешка · g7 чёрная пешка · h7 чёрная пешка · c6 чёрный конь · f6 чёрный конь · b5 белый слон · d5 чёрная пешка · e5 чёрная пешка · e4 белая пешка · c3 белая пешка · d3 белая пешка · f3 белый конь · a2 белая пешка · c2 белая пешка · f2 белая пешка · g2 белая пешка · h2 белая пешка · a1 белая ладья · c1 белый слон · d1 белый ферзь · f1 белая ладья · g1 белый король | a8 чёрная ладья · c8 чёрный слон · d8 чёрный ферзь · f8 чёрная ладья · g8 чёрный король · a7 чёрная пешка · b7 чёрная пешка · c7 чёрная пешка · f7 чёрная пешка · g7 чёрная пешка · h7 чёрная пешка · c6 чёрный конь · f6 чёрный конь · b5 белый слон · d5 чёрная пешка · e5 чёрная пешка · e4 белая пешка · c3 белая пешка · d3 белая пешка · f3 белый конь · a2 белая пешка · c2 белая пешка · f2 белая пешка · g2 белая пешка · h2 белая пешка · a1 белая ладья · c1 белый слон · d1 белый ферзь · f1 белая ладья · g1 белый король | a8 чёрная ладья · c8 чёрный слон · d8 чёрный ферзь · f8 чёрная ладья · g8 чёрный король · a7 чёрная пешка · b7 чёрная пешка · c7 чёрная пешка · f7 чёрная пешка · g7 чёрная пешка · h7 чёрная пешка · c6 чёрный конь · f6 чёрный конь · b5 белый слон · d5 чёрная пешка · e5 чёрная пешка · e4 белая пешка · c3 белая пешка · d3 белая пешка · f3 белый конь · a2 белая пешка · c2 белая пешка · f2 белая пешка · g2 белая пешка · h2 белая пешка · a1 белая ладья · c1 белый слон · d1 белый ферзь · f1 белая ладья · g1 белый король | 5 |
| 4 | a8 чёрная ладья · c8 чёрный слон · d8 чёрный ферзь · f8 чёрная ладья · g8 чёрный король · a7 чёрная пешка · b7 чёрная пешка · c7 чёрная пешка · f7 чёрная пешка · g7 чёрная пешка · h7 чёрная пешка · c6 чёрный конь · f6 чёрный конь · b5 белый слон · d5 чёрная пешка · e5 чёрная пешка · e4 белая пешка · c3 белая пешка · d3 белая пешка · f3 белый конь · a2 белая пешка · c2 белая пешка · f2 белая пешка · g2 белая пешка · h2 белая пешка · a1 белая ладья · c1 белый слон · d1 белый ферзь · f1 белая ладья · g1 белый король | a8 чёрная ладья · c8 чёрный слон · d8 чёрный ферзь · f8 чёрная ладья · g8 чёрный король · a7 чёрная пешка · b7 чёрная пешка · c7 чёрная пешка · f7 чёрная пешка · g7 чёрная пешка · h7 чёрная пешка · c6 чёрный конь · f6 чёрный конь · b5 белый слон · d5 чёрная пешка · e5 чёрная пешка · e4 белая пешка · c3 белая пешка · d3 белая пешка · f3 белый конь · a2 белая пешка · c2 белая пешка · f2 белая пешка · g2 белая пешка · h2 белая пешка · a1 белая ладья · c1 белый слон · d1 белый ферзь · f1 белая ладья · g1 белый король | a8 чёрная ладья · c8 чёрный слон · d8 чёрный ферзь · f8 чёрная ладья · g8 чёрный король · a7 чёрная пешка · b7 чёрная пешка · c7 чёрная пешка · f7 чёрная пешка · g7 чёрная пешка · h7 чёрная пешка · c6 чёрный конь · f6 чёрный конь · b5 белый слон · d5 чёрная пешка · e5 чёрная пешка · e4 белая пешка · c3 белая пешка · d3 белая пешка · f3 белый конь · a2 белая пешка · c2 белая пешка · f2 белая пешка · g2 белая пешка · h2 белая пешка · a1 белая ладья · c1 белый слон · d1 белый ферзь · f1 белая ладья · g1 белый король | a8 чёрная ладья · c8 чёрный слон · d8 чёрный ферзь · f8 чёрная ладья · g8 чёрный король · a7 чёрная пешка · b7 чёрная пешка · c7 чёрная пешка · f7 чёрная пешка · g7 чёрная пешка · h7 чёрная пешка · c6 чёрный конь · f6 чёрный конь · b5 белый слон · d5 чёрная пешка · e5 чёрная пешка · e4 белая пешка · c3 белая пешка · d3 белая пешка · f3 белый конь · a2 белая пешка · c2 белая пешка · f2 белая пешка · g2 белая пешка · h2 белая пешка · a1 белая ладья · c1 белый слон · d1 белый ферзь · f1 белая ладья · g1 белый король | a8 чёрная ладья · c8 чёрный слон · d8 чёрный ферзь · f8 чёрная ладья · g8 чёрный король · a7 чёрная пешка · b7 чёрная пешка · c7 чёрная пешка · f7 чёрная пешка · g7 чёрная пешка · h7 чёрная пешка · c6 чёрный конь · f6 чёрный конь · b5 белый слон · d5 чёрная пешка · e5 чёрная пешка · e4 белая пешка · c3 белая пешка · d3 белая пешка · f3 белый конь · a2 белая пешка · c2 белая пешка · f2 белая пешка · g2 белая пешка · h2 белая пешка · a1 белая ладья · c1 белый слон · d1 белый ферзь · f1 белая ладья · g1 белый король | a8 чёрная ладья · c8 чёрный слон · d8 чёрный ферзь · f8 чёрная ладья · g8 чёрный король · a7 чёрная пешка · b7 чёрная пешка · c7 чёрная пешка · f7 чёрная пешка · g7 чёрная пешка · h7 чёрная пешка · c6 чёрный конь · f6 чёрный конь · b5 белый слон · d5 чёрная пешка · e5 чёрная пешка · e4 белая пешка · c3 белая пешка · d3 белая пешка · f3 белый конь · a2 белая пешка · c2 белая пешка · f2 белая пешка · g2 белая пешка · h2 белая пешка · a1 белая ладья · c1 белый слон · d1 белый ферзь · f1 белая ладья · g1 белый король | a8 чёрная ладья · c8 чёрный слон · d8 чёрный ферзь · f8 чёрная ладья · g8 чёрный король · a7 чёрная пешка · b7 чёрная пешка · c7 чёрная пешка · f7 чёрная пешка · g7 чёрная пешка · h7 чёрная пешка · c6 чёрный конь · f6 чёрный конь · b5 белый слон · d5 чёрная пешка · e5 чёрная пешка · e4 белая пешка · c3 белая пешка · d3 белая пешка · f3 белый конь · a2 белая пешка · c2 белая пешка · f2 белая пешка · g2 белая пешка · h2 белая пешка · a1 белая ладья · c1 белый слон · d1 белый ферзь · f1 белая ладья · g1 белый король | a8 чёрная ладья · c8 чёрный слон · d8 чёрный ферзь · f8 чёрная ладья · g8 чёрный король · a7 чёрная пешка · b7 чёрная пешка · c7 чёрная пешка · f7 чёрная пешка · g7 чёрная пешка · h7 чёрная пешка · c6 чёрный конь · f6 чёрный конь · b5 белый слон · d5 чёрная пешка · e5 чёрная пешка · e4 белая пешка · c3 белая пешка · d3 белая пешка · f3 белый конь · a2 белая пешка · c2 белая пешка · f2 белая пешка · g2 белая пешка · h2 белая пешка · a1 белая ладья · c1 белый слон · d1 белый ферзь · f1 белая ладья · g1 белый король | 4 |
| 3 | a8 чёрная ладья · c8 чёрный слон · d8 чёрный ферзь · f8 чёрная ладья · g8 чёрный король · a7 чёрная пешка · b7 чёрная пешка · c7 чёрная пешка · f7 чёрная пешка · g7 чёрная пешка · h7 чёрная пешка · c6 чёрный конь · f6 чёрный конь · b5 белый слон · d5 чёрная пешка · e5 чёрная пешка · e4 белая пешка · c3 белая пешка · d3 белая пешка · f3 белый конь · a2 белая пешка · c2 белая пешка · f2 белая пешка · g2 белая пешка · h2 белая пешка · a1 белая ладья · c1 белый слон · d1 белый ферзь · f1 белая ладья · g1 белый король | a8 чёрная ладья · c8 чёрный слон · d8 чёрный ферзь · f8 чёрная ладья · g8 чёрный король · a7 чёрная пешка · b7 чёрная пешка · c7 чёрная пешка · f7 чёрная пешка · g7 чёрная пешка · h7 чёрная пешка · c6 чёрный конь · f6 чёрный конь · b5 белый слон · d5 чёрная пешка · e5 чёрная пешка · e4 белая пешка · c3 белая пешка · d3 белая пешка · f3 белый конь · a2 белая пешка · c2 белая пешка · f2 белая пешка · g2 белая пешка · h2 белая пешка · a1 белая ладья · c1 белый слон · d1 белый ферзь · f1 белая ладья · g1 белый король | a8 чёрная ладья · c8 чёрный слон · d8 чёрный ферзь · f8 чёрная ладья · g8 чёрный король · a7 чёрная пешка · b7 чёрная пешка · c7 чёрная пешка · f7 чёрная пешка · g7 чёрная пешка · h7 чёрная пешка · c6 чёрный конь · f6 чёрный конь · b5 белый слон · d5 чёрная пешка · e5 чёрная пешка · e4 белая пешка · c3 белая пешка · d3 белая пешка · f3 белый конь · a2 белая пешка · c2 белая пешка · f2 белая пешка · g2 белая пешка · h2 белая пешка · a1 белая ладья · c1 белый слон · d1 белый ферзь · f1 белая ладья · g1 белый король | a8 чёрная ладья · c8 чёрный слон · d8 чёрный ферзь · f8 чёрная ладья · g8 чёрный король · a7 чёрная пешка · b7 чёрная пешка · c7 чёрная пешка · f7 чёрная пешка · g7 чёрная пешка · h7 чёрная пешка · c6 чёрный конь · f6 чёрный конь · b5 белый слон · d5 чёрная пешка · e5 чёрная пешка · e4 белая пешка · c3 белая пешка · d3 белая пешка · f3 белый конь · a2 белая пешка · c2 белая пешка · f2 белая пешка · g2 белая пешка · h2 белая пешка · a1 белая ладья · c1 белый слон · d1 белый ферзь · f1 белая ладья · g1 белый король | a8 чёрная ладья · c8 чёрный слон · d8 чёрный ферзь · f8 чёрная ладья · g8 чёрный король · a7 чёрная пешка · b7 чёрная пешка · c7 чёрная пешка · f7 чёрная пешка · g7 чёрная пешка · h7 чёрная пешка · c6 чёрный конь · f6 чёрный конь · b5 белый слон · d5 чёрная пешка · e5 чёрная пешка · e4 белая пешка · c3 белая пешка · d3 белая пешка · f3 белый конь · a2 белая пешка · c2 белая пешка · f2 белая пешка · g2 белая пешка · h2 белая пешка · a1 белая ладья · c1 белый слон · d1 белый ферзь · f1 белая ладья · g1 белый король | a8 чёрная ладья · c8 чёрный слон · d8 чёрный ферзь · f8 чёрная ладья · g8 чёрный король · a7 чёрная пешка · b7 чёрная пешка · c7 чёрная пешка · f7 чёрная пешка · g7 чёрная пешка · h7 чёрная пешка · c6 чёрный конь · f6 чёрный конь · b5 белый слон · d5 чёрная пешка · e5 чёрная пешка · e4 белая пешка · c3 белая пешка · d3 белая пешка · f3 белый конь · a2 белая пешка · c2 белая пешка · f2 белая пешка · g2 белая пешка · h2 белая пешка · a1 белая ладья · c1 белый слон · d1 белый ферзь · f1 белая ладья · g1 белый король | a8 чёрная ладья · c8 чёрный слон · d8 чёрный ферзь · f8 чёрная ладья · g8 чёрный король · a7 чёрная пешка · b7 чёрная пешка · c7 чёрная пешка · f7 чёрная пешка · g7 чёрная пешка · h7 чёрная пешка · c6 чёрный конь · f6 чёрный конь · b5 белый слон · d5 чёрная пешка · e5 чёрная пешка · e4 белая пешка · c3 белая пешка · d3 белая пешка · f3 белый конь · a2 белая пешка · c2 белая пешка · f2 белая пешка · g2 белая пешка · h2 белая пешка · a1 белая ладья · c1 белый слон · d1 белый ферзь · f1 белая ладья · g1 белый король | a8 чёрная ладья · c8 чёрный слон · d8 чёрный ферзь · f8 чёрная ладья · g8 чёрный король · a7 чёрная пешка · b7 чёрная пешка · c7 чёрная пешка · f7 чёрная пешка · g7 чёрная пешка · h7 чёрная пешка · c6 чёрный конь · f6 чёрный конь · b5 белый слон · d5 чёрная пешка · e5 чёрная пешка · e4 белая пешка · c3 белая пешка · d3 белая пешка · f3 белый конь · a2 белая пешка · c2 белая пешка · f2 белая пешка · g2 белая пешка · h2 белая пешка · a1 белая ладья · c1 белый слон · d1 белый ферзь · f1 белая ладья · g1 белый король | 3 |
| 2 | a8 чёрная ладья · c8 чёрный слон · d8 чёрный ферзь · f8 чёрная ладья · g8 чёрный король · a7 чёрная пешка · b7 чёрная пешка · c7 чёрная пешка · f7 чёрная пешка · g7 чёрная пешка · h7 чёрная пешка · c6 чёрный конь · f6 чёрный конь · b5 белый слон · d5 чёрная пешка · e5 чёрная пешка · e4 белая пешка · c3 белая пешка · d3 белая пешка · f3 белый конь · a2 белая пешка · c2 белая пешка · f2 белая пешка · g2 белая пешка · h2 белая пешка · a1 белая ладья · c1 белый слон · d1 белый ферзь · f1 белая ладья · g1 белый король | a8 чёрная ладья · c8 чёрный слон · d8 чёрный ферзь · f8 чёрная ладья · g8 чёрный король · a7 чёрная пешка · b7 чёрная пешка · c7 чёрная пешка · f7 чёрная пешка · g7 чёрная пешка · h7 чёрная пешка · c6 чёрный конь · f6 чёрный конь · b5 белый слон · d5 чёрная пешка · e5 чёрная пешка · e4 белая пешка · c3 белая пешка · d3 белая пешка · f3 белый конь · a2 белая пешка · c2 белая пешка · f2 белая пешка · g2 белая пешка · h2 белая пешка · a1 белая ладья · c1 белый слон · d1 белый ферзь · f1 белая ладья · g1 белый король | a8 чёрная ладья · c8 чёрный слон · d8 чёрный ферзь · f8 чёрная ладья · g8 чёрный король · a7 чёрная пешка · b7 чёрная пешка · c7 чёрная пешка · f7 чёрная пешка · g7 чёрная пешка · h7 чёрная пешка · c6 чёрный конь · f6 чёрный конь · b5 белый слон · d5 чёрная пешка · e5 чёрная пешка · e4 белая пешка · c3 белая пешка · d3 белая пешка · f3 белый конь · a2 белая пешка · c2 белая пешка · f2 белая пешка · g2 белая пешка · h2 белая пешка · a1 белая ладья · c1 белый слон · d1 белый ферзь · f1 белая ладья · g1 белый король | a8 чёрная ладья · c8 чёрный слон · d8 чёрный ферзь · f8 чёрная ладья · g8 чёрный король · a7 чёрная пешка · b7 чёрная пешка · c7 чёрная пешка · f7 чёрная пешка · g7 чёрная пешка · h7 чёрная пешка · c6 чёрный конь · f6 чёрный конь · b5 белый слон · d5 чёрная пешка · e5 чёрная пешка · e4 белая пешка · c3 белая пешка · d3 белая пешка · f3 белый конь · a2 белая пешка · c2 белая пешка · f2 белая пешка · g2 белая пешка · h2 белая пешка · a1 белая ладья · c1 белый слон · d1 белый ферзь · f1 белая ладья · g1 белый король | a8 чёрная ладья · c8 чёрный слон · d8 чёрный ферзь · f8 чёрная ладья · g8 чёрный король · a7 чёрная пешка · b7 чёрная пешка · c7 чёрная пешка · f7 чёрная пешка · g7 чёрная пешка · h7 чёрная пешка · c6 чёрный конь · f6 чёрный конь · b5 белый слон · d5 чёрная пешка · e5 чёрная пешка · e4 белая пешка · c3 белая пешка · d3 белая пешка · f3 белый конь · a2 белая пешка · c2 белая пешка · f2 белая пешка · g2 белая пешка · h2 белая пешка · a1 белая ладья · c1 белый слон · d1 белый ферзь · f1 белая ладья · g1 белый король | a8 чёрная ладья · c8 чёрный слон · d8 чёрный ферзь · f8 чёрная ладья · g8 чёрный король · a7 чёрная пешка · b7 чёрная пешка · c7 чёрная пешка · f7 чёрная пешка · g7 чёрная пешка · h7 чёрная пешка · c6 чёрный конь · f6 чёрный конь · b5 белый слон · d5 чёрная пешка · e5 чёрная пешка · e4 белая пешка · c3 белая пешка · d3 белая пешка · f3 белый конь · a2 белая пешка · c2 белая пешка · f2 белая пешка · g2 белая пешка · h2 белая пешка · a1 белая ладья · c1 белый слон · d1 белый ферзь · f1 белая ладья · g1 белый король | a8 чёрная ладья · c8 чёрный слон · d8 чёрный ферзь · f8 чёрная ладья · g8 чёрный король · a7 чёрная пешка · b7 чёрная пешка · c7 чёрная пешка · f7 чёрная пешка · g7 чёрная пешка · h7 чёрная пешка · c6 чёрный конь · f6 чёрный конь · b5 белый слон · d5 чёрная пешка · e5 чёрная пешка · e4 белая пешка · c3 белая пешка · d3 белая пешка · f3 белый конь · a2 белая пешка · c2 белая пешка · f2 белая пешка · g2 белая пешка · h2 белая пешка · a1 белая ладья · c1 белый слон · d1 белый ферзь · f1 белая ладья · g1 белый король | a8 чёрная ладья · c8 чёрный слон · d8 чёрный ферзь · f8 чёрная ладья · g8 чёрный король · a7 чёрная пешка · b7 чёрная пешка · c7 чёрная пешка · f7 чёрная пешка · g7 чёрная пешка · h7 чёрная пешка · c6 чёрный конь · f6 чёрный конь · b5 белый слон · d5 чёрная пешка · e5 чёрная пешка · e4 белая пешка · c3 белая пешка · d3 белая пешка · f3 белый конь · a2 белая пешка · c2 белая пешка · f2 белая пешка · g2 белая пешка · h2 белая пешка · a1 белая ладья · c1 белый слон · d1 белый ферзь · f1 белая ладья · g1 белый король | 2 |
| 1 | a8 чёрная ладья · c8 чёрный слон · d8 чёрный ферзь · f8 чёрная ладья · g8 чёрный король · a7 чёрная пешка · b7 чёрная пешка · c7 чёрная пешка · f7 чёрная пешка · g7 чёрная пешка · h7 чёрная пешка · c6 чёрный конь · f6 чёрный конь · b5 белый слон · d5 чёрная пешка · e5 чёрная пешка · e4 белая пешка · c3 белая пешка · d3 белая пешка · f3 белый конь · a2 белая пешка · c2 белая пешка · f2 белая пешка · g2 белая пешка · h2 белая пешка · a1 белая ладья · c1 белый слон · d1 белый ферзь · f1 белая ладья · g1 белый король | a8 чёрная ладья · c8 чёрный слон · d8 чёрный ферзь · f8 чёрная ладья · g8 чёрный король · a7 чёрная пешка · b7 чёрная пешка · c7 чёрная пешка · f7 чёрная пешка · g7 чёрная пешка · h7 чёрная пешка · c6 чёрный конь · f6 чёрный конь · b5 белый слон · d5 чёрная пешка · e5 чёрная пешка · e4 белая пешка · c3 белая пешка · d3 белая пешка · f3 белый конь · a2 белая пешка · c2 белая пешка · f2 белая пешка · g2 белая пешка · h2 белая пешка · a1 белая ладья · c1 белый слон · d1 белый ферзь · f1 белая ладья · g1 белый король | a8 чёрная ладья · c8 чёрный слон · d8 чёрный ферзь · f8 чёрная ладья · g8 чёрный король · a7 чёрная пешка · b7 чёрная пешка · c7 чёрная пешка · f7 чёрная пешка · g7 чёрная пешка · h7 чёрная пешка · c6 чёрный конь · f6 чёрный конь · b5 белый слон · d5 чёрная пешка · e5 чёрная пешка · e4 белая пешка · c3 белая пешка · d3 белая пешка · f3 белый конь · a2 белая пешка · c2 белая пешка · f2 белая пешка · g2 белая пешка · h2 белая пешка · a1 белая ладья · c1 белый слон · d1 белый ферзь · f1 белая ладья · g1 белый король | a8 чёрная ладья · c8 чёрный слон · d8 чёрный ферзь · f8 чёрная ладья · g8 чёрный король · a7 чёрная пешка · b7 чёрная пешка · c7 чёрная пешка · f7 чёрная пешка · g7 чёрная пешка · h7 чёрная пешка · c6 чёрный конь · f6 чёрный конь · b5 белый слон · d5 чёрная пешка · e5 чёрная пешка · e4 белая пешка · c3 белая пешка · d3 белая пешка · f3 белый конь · a2 белая пешка · c2 белая пешка · f2 белая пешка · g2 белая пешка · h2 белая пешка · a1 белая ладья · c1 белый слон · d1 белый ферзь · f1 белая ладья · g1 белый король | a8 чёрная ладья · c8 чёрный слон · d8 чёрный ферзь · f8 чёрная ладья · g8 чёрный король · a7 чёрная пешка · b7 чёрная пешка · c7 чёрная пешка · f7 чёрная пешка · g7 чёрная пешка · h7 чёрная пешка · c6 чёрный конь · f6 чёрный конь · b5 белый слон · d5 чёрная пешка · e5 чёрная пешка · e4 белая пешка · c3 белая пешка · d3 белая пешка · f3 белый конь · a2 белая пешка · c2 белая пешка · f2 белая пешка · g2 белая пешка · h2 белая пешка · a1 белая ладья · c1 белый слон · d1 белый ферзь · f1 белая ладья · g1 белый король | a8 чёрная ладья · c8 чёрный слон · d8 чёрный ферзь · f8 чёрная ладья · g8 чёрный король · a7 чёрная пешка · b7 чёрная пешка · c7 чёрная пешка · f7 чёрная пешка · g7 чёрная пешка · h7 чёрная пешка · c6 чёрный конь · f6 чёрный конь · b5 белый слон · d5 чёрная пешка · e5 чёрная пешка · e4 белая пешка · c3 белая пешка · d3 белая пешка · f3 белый конь · a2 белая пешка · c2 белая пешка · f2 белая пешка · g2 белая пешка · h2 белая пешка · a1 белая ладья · c1 белый слон · d1 белый ферзь · f1 белая ладья · g1 белый король | a8 чёрная ладья · c8 чёрный слон · d8 чёрный ферзь · f8 чёрная ладья · g8 чёрный король · a7 чёрная пешка · b7 чёрная пешка · c7 чёрная пешка · f7 чёрная пешка · g7 чёрная пешка · h7 чёрная пешка · c6 чёрный конь · f6 чёрный конь · b5 белый слон · d5 чёрная пешка · e5 чёрная пешка · e4 белая пешка · c3 белая пешка · d3 белая пешка · f3 белый конь · a2 белая пешка · c2 белая пешка · f2 белая пешка · g2 белая пешка · h2 белая пешка · a1 белая ладья · c1 белый слон · d1 белый ферзь · f1 белая ладья · g1 белый король | a8 чёрная ладья · c8 чёрный слон · d8 чёрный ферзь · f8 чёрная ладья · g8 чёрный король · a7 чёрная пешка · b7 чёрная пешка · c7 чёрная пешка · f7 чёрная пешка · g7 чёрная пешка · h7 чёрная пешка · c6 чёрный конь · f6 чёрный конь · b5 белый слон · d5 чёрная пешка · e5 чёрная пешка · e4 белая пешка · c3 белая пешка · d3 белая пешка · f3 белый конь · a2 белая пешка · c2 белая пешка · f2 белая пешка · g2 белая пешка · h2 белая пешка · a1 белая ладья · c1 белый слон · d1 белый ферзь · f1 белая ладья · g1 белый король | 1 |
|   | a | b | c | d | e | f | g | h |   |

В дебюте четырех коней после ходов 1. e4 e5 2. Кf3 Кc6 3. Кc3 Кf6 4. Сb5 Сb4 5. 0—0 0—0 6. d3 играть 6... С:c3 7. bc d5 (после 7... d6 возникает основное положение). Защита Свенониуса применялась многими сильными шахматистами, например, Р. Рети (ничья с Эм. Ласкером, Москва, 1925 г.) и З. Таррашем (в этом варианте Тарраш одержал свою знаменитую победу над Х. Р. Капабланкой в петербургском турнире 1914 г.). Позже, однако, были найдены пути достижения перевеса за белых как после считавшегося основным продолжением 8. С:c6 bc 9. К:e5, так и после 8. ed Ф:d5 9. Сc4.

### Северный гамбит
Свенониус был одним из основоположников теоретического описания гамбита 1. e4 e5 2. d4 ed 3. c3 dc 4. Сc4 cb 5. С:b2. Его исследования вкупе с работами датчан Г. и В. Нильсенов и П. Краузе дали основание называть данное начало северным гамбитом, поскольку авторы значимых исследований представляли страны северной Европы. Кроме того, Свенониус предложил один из вариантов отказа от принятия центрального гамбита: после 1. e4 e5 2. d4 ed 3. c3 он рекомендовал ход 3... Кe7.

### Французская защита
В разменном варианте французской защиты после ходов 1. e4 e6 2. d4 d5 3. ed ed 4. Кc3 (позже в поисках сложной игры перешли на 4. Сd3) 4... Кf6 Свенониус предложил играть 5. Сg5. Данное продолжение было обезврежено еще в начале 1930-х гг. Сейчас оно оценивается как ведущее к равной игре на основании партии Шпильман — Алехин (Сан-Ремо, 1930 г.), где было 5... Сe7 6. Сd3 Кc6 7. Кge2 Сe6 8. 0—0 h6 9. С:f6 С:f6 со скорой ничьей. Сам Алехин отмечал, что 5. Сg5 «не дает преимущества ввиду <...> хода 5... Кc6».

### Королевский гамбит
В гамбите слона Свенениус в соавторстве с другим шведским шахматистом Бореном предложил после 1. e4 e5 2. f4 ef 3. Сc4 Фh4+ 4. Крf1 d5 5. С:d5 вместо обычного в XIX веке 5... g5 делать ход 5... Сd6. Идея Борена и Свенониуса прошло успешное испытание на тематическом турнире в Аббации (1912 г.), однако долгое время к ней относились скептически. Лишь во второй половине XX века так называемая «шведская защита в гамбите слона» была признана наиболее надежным продолжением в данном разветвлении королевского гамбита.